# Скафа (Пескара)
Скафа (итал. Scafa) је насеље у Италији у округу Пескара, региону Абруцо.
Према процени из 2011. у насељу је живело 2536 становника. Насеље се налази на надморској висини од 120 м.

## Становништво
Према резултатима пописа становништва 2011. у општини је живело 3.836 становника.
| 1931. | 1936. | 1951. | 1961. | 1971. | 1981. | 1991. | 2001. | 2011. |
| ----- | ----- | ----- | ----- | ----- | ----- | ----- | ----- | ----- |
| 3.158 | 3.340 | 3.491 | 3.904 | 3.604 | 3.692 | 3.863 | 3.987 | 3.836 |